# Ngawang Rabgyal Norpa
Ngawang Rabgyal Norpa (né en 1955 au village de Shingri au Tibet-) est un diplomate et homme politique tibétain.

## Biographie
Ngawang Rabgyal Norpa s'est exilé du Tibet avec ses parents, à l'époque du soulèvement tibétain de 1959 pour rejoindre Solu Khumbu, dans la vallée de l'Everest, au Népal.
Il gagne l'Inde en 1964 et est scolarisé à l'école centrale des Tibétains à Dalhousie jusqu'en 1974. Il étudie ensuite à l'université de Delhi de 1974 à 1979 et obtient un baccalauréat spécialisé en sciences politiques, puis une maîtrise en politique, Relations internationales et droit. Il obtient un baccalauréat en éducation de l'université Jamia Milla de New Delhi.
En 1979, lorsque le 14e dalaï-lama a appelé les Tibétains exilés à enseigner au Tibet, il figurait parmi les quatre premiers jeunes Tibétains volontaires. Il a travaillé comme chercheur à la Section de la recherche d'information sur le Tibet du Département de la sécurité de 1980 à 1982, en attendant d'obtenir un permis pour entrer légalement au Tibet.
En 1982, le Kashag de l'administration centrale tibétaine en exil l'envoya en Union soviétique pour y poursuivre ses études. Il a étudié la langue russe, les relations internationales et le droit à l'université de Kiev et a obtenu un doctorat en histoire des relations internationales.
Ngawang Rabgyal a occupé diverses fonctions au sein de l'administration centrale tibétaine en exil (ACT) sur trois continents depuis les années 1980. Il a travaillé comme secrétaire adjoint (assistant aux affaires internationales) au Bureau du dalaï-lama à New Delhi de 1987 à 1992.
Rabgyal rapporte que lorsqu'il reçut Danielle Mitterrand le 27 avril 1991 à Dharamsala, le dalaï-lama lui faisant visiter les alentours lui indiqua des antiquités. Alors qu'ils s'approchaient d'une statue du Bouddha, le dalaï-lama s'exclame avec humour : « mon patron ».
De 1993 à 1997, il est le premier représentant du dalaï-lama en Russie, en Mongolie et de la Communauté d’États indépendants, et dirige le Centre de la culture et de l'information du Tibet, basé à Moscou, qu’il fonde en mars 1993. Il est le fondateur-éditeur de Novasti Tibeta, l'édition de nouvelles du Tibet en russe. De Moscou, il est muté au Département de l'information et des relations internationales de l'ACT en qualité de secrétaire adjoint de 1997 à 1998.
En 1998-1999, il a travaillé en tant que directeur (Affaires des Nations unies pour le Tibet) au Bureau du Tibet à New York. De juillet 1999 à mai 2005, il était le représentant du dalaï-lama en Amérique du Nord et du Sud, du bureau du Tibet à New York. Il a aussi été président honoraire du conseil d'administration de Tibet House à New York, coprésident du Tibet Fund, président de New York et du New Jersey Tibet Alliance, membre du conseil d'administration de Peace Jam et de Temple of Understanding, une ONG affiliée à l’ONU.
En 2001, alors qu'il doit prononcer un discours aux Nations unies, il en est refoulé en raison probablement de pression de la Chine.
De New York, il est muté au Département de l'information et des relations internationales de l'ACT, où il exerce les fonctions de secrétaire supplémentaire de 2005 à 2008. En octobre 2008, il est reconduit dans ses fonctions de représentant du dalaï-lama auprès de la Russie et de la Communauté des États indépendants. Après avoir passé six ans au Bureau du Tibet à Moscou, il est muté au Département de l'éducation de l'ACT dont il a été secrétaire de mars 2015 à octobre 2016.
Après avoir passé environ 34 ans dans le domaine de la diplomatie et de l'administration, il prend sa retraite de la branche exécutive de l'administration centrale tibétaine le 1er novembre 2016.
Remplaçant Tsering Dhondup Namey Lhakang, Ngawang Rabgyal a pris ses fonctions de commissaire de la commission suprême de justice tibétaine le 1er novembre 2016, après avoir été élu par le Parlement tibétain en exil le sixième jour de la deuxième session de la 16e Assemblée tibétaine.

### Famille
Ngawang Rabgyal Norpa est marié à  Sherab Sangmo Norpa avec qui il a une fille, Tsering Dolkar Norpa qui épouse Ethan Wilson Middlebrooks en 2015.

## Publications
- Ngawang Rabgyal, An Overview of the Tibet-Russia Relationship, Tibetan Review, vol. 25, no. 3 (March 1990), pp. 10-13.